# Hnědé uhlí

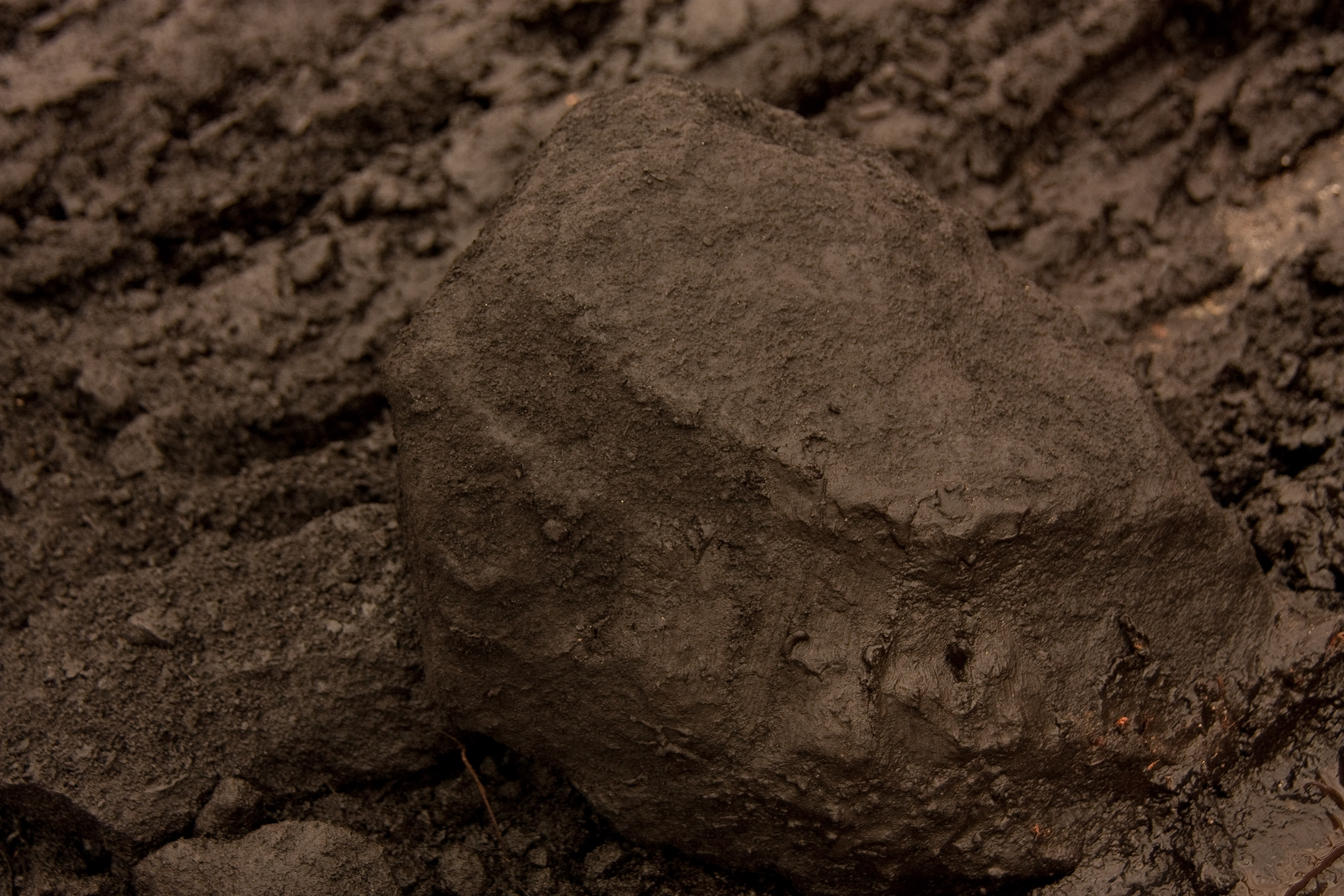
Hnědé uhlí z dolnolužického dolu Welzow-Süd

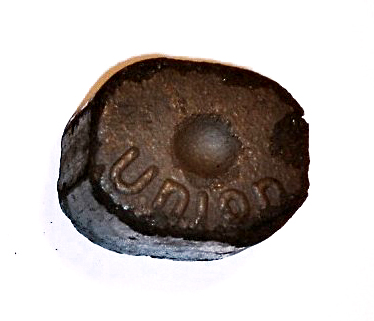
Briketa hnědého uhlí pro vytápění domácností

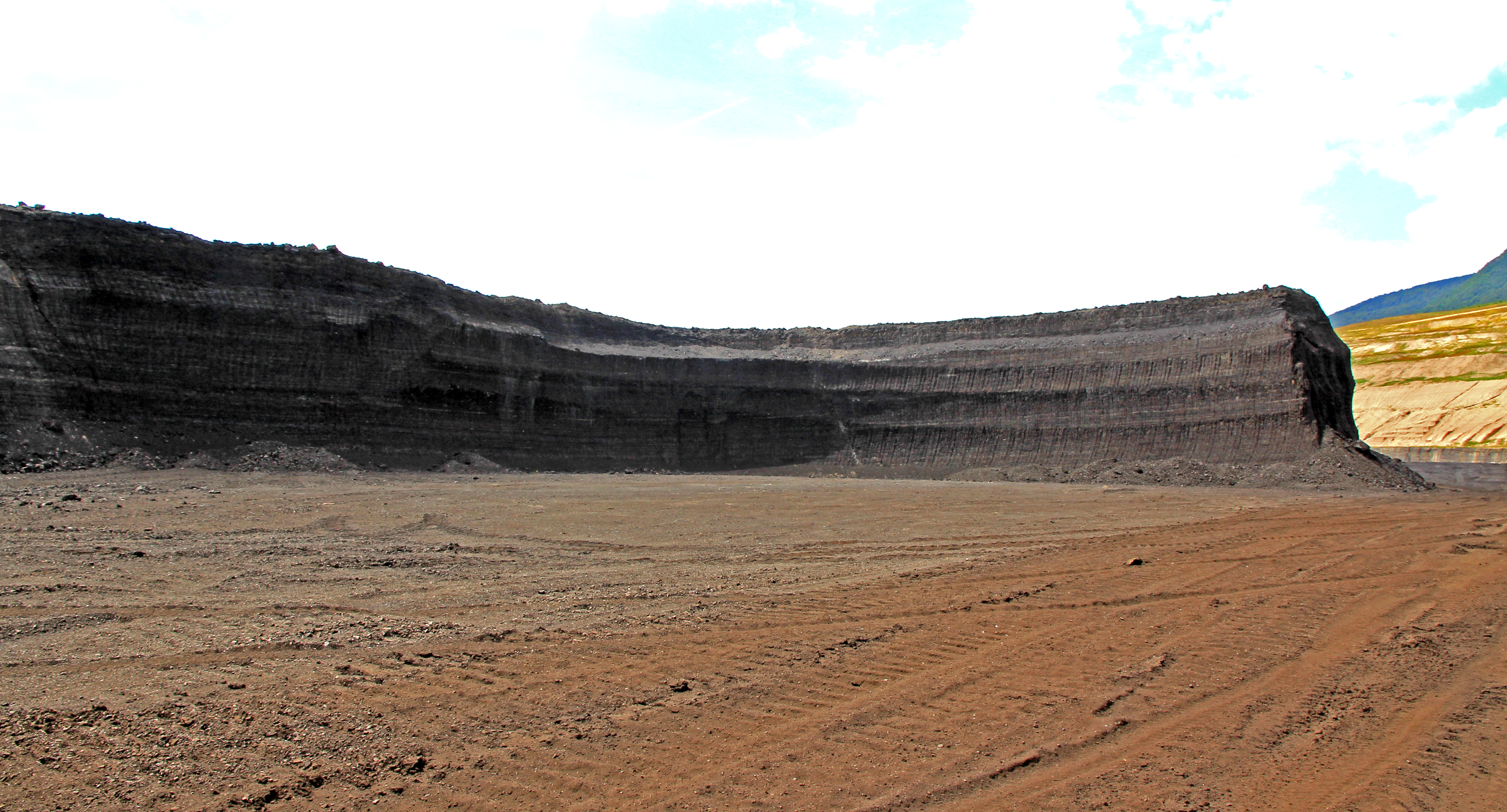
Vrstva hnědého uhlí před těžbou v Lomu ČSA, Mostecko

Hnědé uhlí je druh sedimentární horniny, která se řadí mezi uhlí.
Hnědé uhlí bývá většinou matné a jeho vryp obvykle hnědý. Podle stupně prouhelnění lze rozlišit uhlí hemifázní (hemitypy), tj. nejméně prouhelněné, středně prouhelněné ortofázní (ortotypy) a konečně metafázní (metatypy), tj. nejvýše prouhelněné. Jiná, často užívaná klasifikace rozlišuje (v pořadí podle stoupajícího prouhelnění): a) hnědé uhlí měkké, b) hnědé uhlí tvrdé, a to matné nebo lesklé.
Podle geologického stáří je obvykle nejstarší černé uhlí (antracit), potom hnědé uhlí a nejmladší jsou lignity. Hnědé uhlí se využívá především jako palivo. Kromě uhlíku obsahuje velké množství různých směsných látek jako je síra nebo popeloviny. Nejmladší a nejméně karbonizované hnědé uhlí se nazývá lignit. Chemicky se jedná především o makromolekulární komplex polyelektrolytů (např. huminových kyselin), polysacharidů, polyaromátů, uhlíkových řetězců se sirnými a dusíkatými skupinami a kyslíkatými články.
Hnědé uhlí je ve střední Evropě velmi důležitou energetickou surovinou.

## Použití
- Energetické použití (spalování)
- Surovina pro výrobu montánního vosku (vyrábí se extrakcí)
- Surovina pro výrobu tzv. aktivního koksu, druhu aktivního uhlí[2]

## Těžba v ČR
Spalováním uhlí se získává tepelná energie, která je potřebná při výrobě elektřiny v tepelných elektrárnách. Hlavní těžební střediska v Česku se nachází v podhůří Krušných hor – v sokolovské a chomutovsko-mostecké pánvi. Těžba probíhá povrchovým způsobem, což je zdrojem kontroverzí. Za 2. světové války se v Záluží u Litvínova z hnědého uhlí vyráběl Fischer-Tropschovou syntézou i benzín. Tato výroba pokračovala až do roku 1968, kdy bylo v Záluží zahájeno zpracování ropy.
V České republice se ročně těží několik desítek milionů tun hnědého uhlí.

## Vlastnosti hnědého uhlí
Vlastnosti hnědého uhlí jsou v každé lokalitě značně odlišné v závislosti na jeho stáří a geologických podmínkách.
- Spalné teplo 20,88 MJ/kg
- Obsah jaloviny: 2 – 10 % (v současné době i mnohem více)
- Obsah prchavých hořlavin (uhlovodíků) z hořlavých látek – 50 – 60 %
- obsah vody 5 – 40 %
- obsah síry 0,5 – 2 %